# Цигански барон
Цигански барон, оперета аустријског композитора Јохана Штрауса Млађег.

## Историја
Оперета у три чина Јохана Штрауса Млађег која је премијерно изведена у бечком позоришту 24. октобра 1885. године. Њен немачки либрето Игнаца Шницера заснован је на приповеци Сафи мађарског писца Мора Јокаија из 1883. године.
Док је била оперета, Цигански барон је био одмак од Штраусових ранијих комичних и ведријих дела; приказујући озбиљније теме и музички и драматично у ономе што је музиколог Ендру Лемб описао као „корак у Штраусовој потрази за композицијом праве опере“. Током композиторовог живота, оперета је доживела велики међународни успех. Сматра се једним од три најбоља Штраусова сценска дела.